# Fiesta des Suds
La Fiesta des Suds est un festival de musique organisé depuis 1992 à Marseille. 

## Histoire
Pendant plus de 20 ans, le festival s'est spécialisé dans les musiques du Sud et des pays latins et sa ligne artistique a depuis évolué pour balayer plus largement le champ des musiques actuelles, allant du rock à la pop, de la chanson au hip-hop et à l'électro,.

## Lieu
La Fiesta des Suds voit le jour à Marseille en 1992 dans les Docks du quartier de la Joliette, fondée par quatre amis. Deux ans plus tard, elle prend ses quartiers dans le hangar J4 jusqu’à la destruction de celui-ci. Elle s’installe en 1996 à la Manufacture de tabacs de la Belle de Mai, puis déménage en 1997 pour le Dock des Suds. En 2005, un incendie dévastateur contraint le festival à s'installer dans un nouveau lieu, l’actuel Dock des Suds, qui sera son domicile pendant de nombreuses années. En raison d'un projet de rénovation urbaine développé à Marseille, la Fiesta des Suds depuis 2018 se déroule sur l'Esplanade J4, située face à la mer.